# Iwan Kawaleridse
Iwan Petrowytsch Kawaleridse (ukrainisch Іван Петрович Кавалерідзе, russisch Иван Петрович Кавалеридзе Iwan Petrowitsch Kawaleridse; * 1. Apriljul. / 13. April 1887greg. auf dem Weiler Ladanski, Gouvernement Poltawa, Russisches Kaiserreich; † 3. Dezember 1978 in Kiew, Ukrainische SSR) war ein ukrainisch-sowjetischer Bildhauer, Filmemacher, Filmregisseur, Dramatiker und Drehbuchautor.

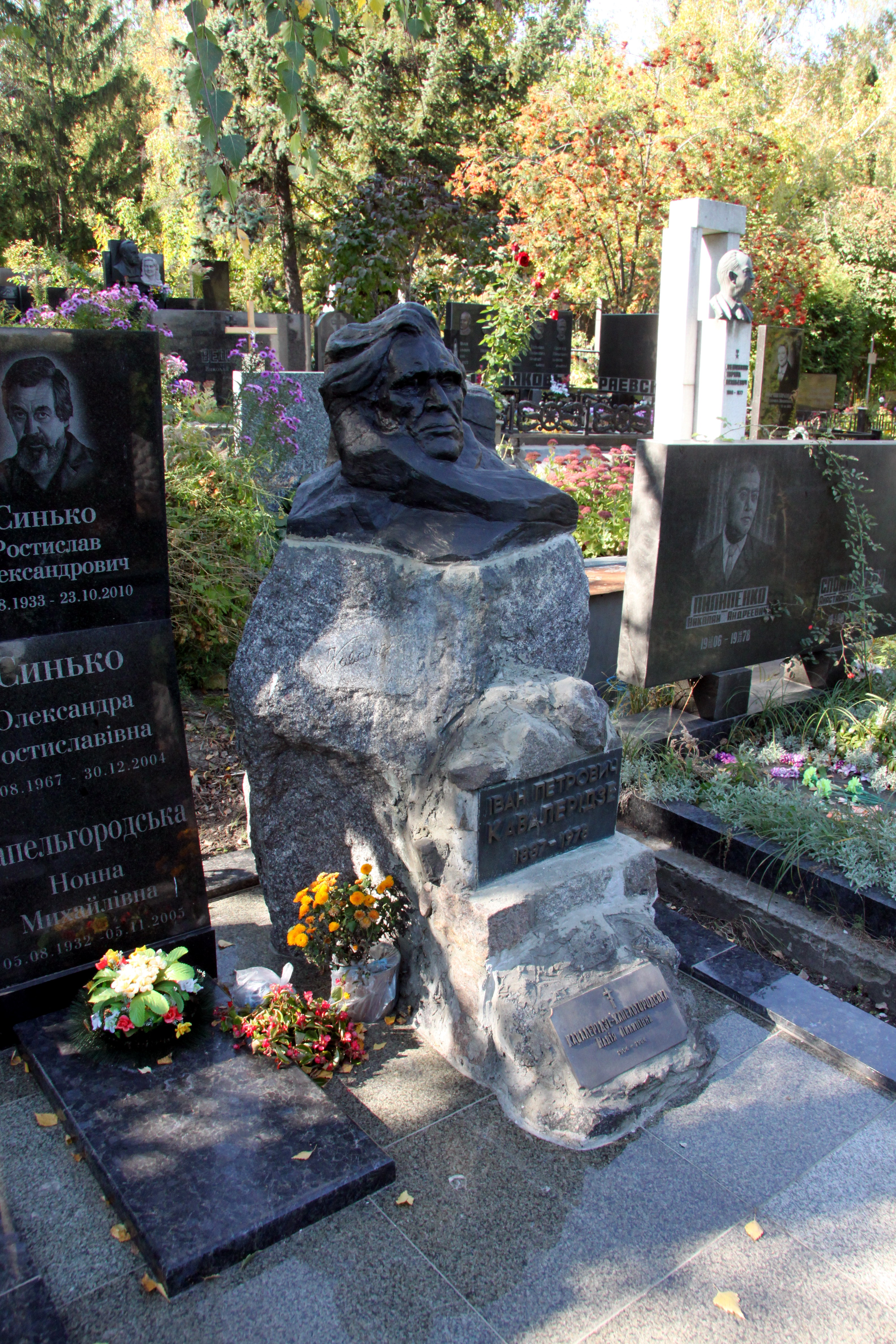
Grab von Kawaleridse auf dem Kiewer Baikowe-Friedhof

## Leben
Iwan Kawaleridse kam in Ladanski (Ладанский), dem heutigen Nowopetriwka (Новопетрівка) im Rajon Romny der ukrainischen Oblast Sumy zur Welt.
Nach dem Grundschulbesuch im heutigen Stara Talalajiwka und drei Jahren Unterricht an einer Bezirksschule, holte ihn sein Onkel, ein Künstler und Archäologe an der skythischen Abteilung des Kiewer Archäologischen Museums 1899 nach Kiew.
Von 1907 bis 1909 studierte er an der Kiewer Kunstschule und von 1909 bis 1910 war er Kunststudent an der Kaiserlichen Akademie der Künste in Sankt Petersburg. In den Jahren 1910/1911 war er zur Perfektionierung seiner künstlerischen Fähigkeiten am Privatatelier von Naum Aronson in Paris.
Seine Aktivitäten beim Film begann er 1911. Zwischen 1928 und 1933 arbeitete als Künstler, Autor und Regisseur in den Filmstudios von Odessa und zwischen 1934 und 1941 in Kiew. Von 1957 bis 1962 war er Regisseur im Dowschenko-Filmstudio Kiew.
Nach der Oktoberrevolution wurde er bei der Umsetzung von Lenins Plan der monumentalen Propaganda aktiv beteiligt und schuf zahlreiche Denkmäler in der heutigen Ukraine.
Kawaleridse starb 91-jährig in Kiew und wurde dort auf dem Baikowe-Friedhof bestattet.

## Werk

### Skulpturen (Auswahl)

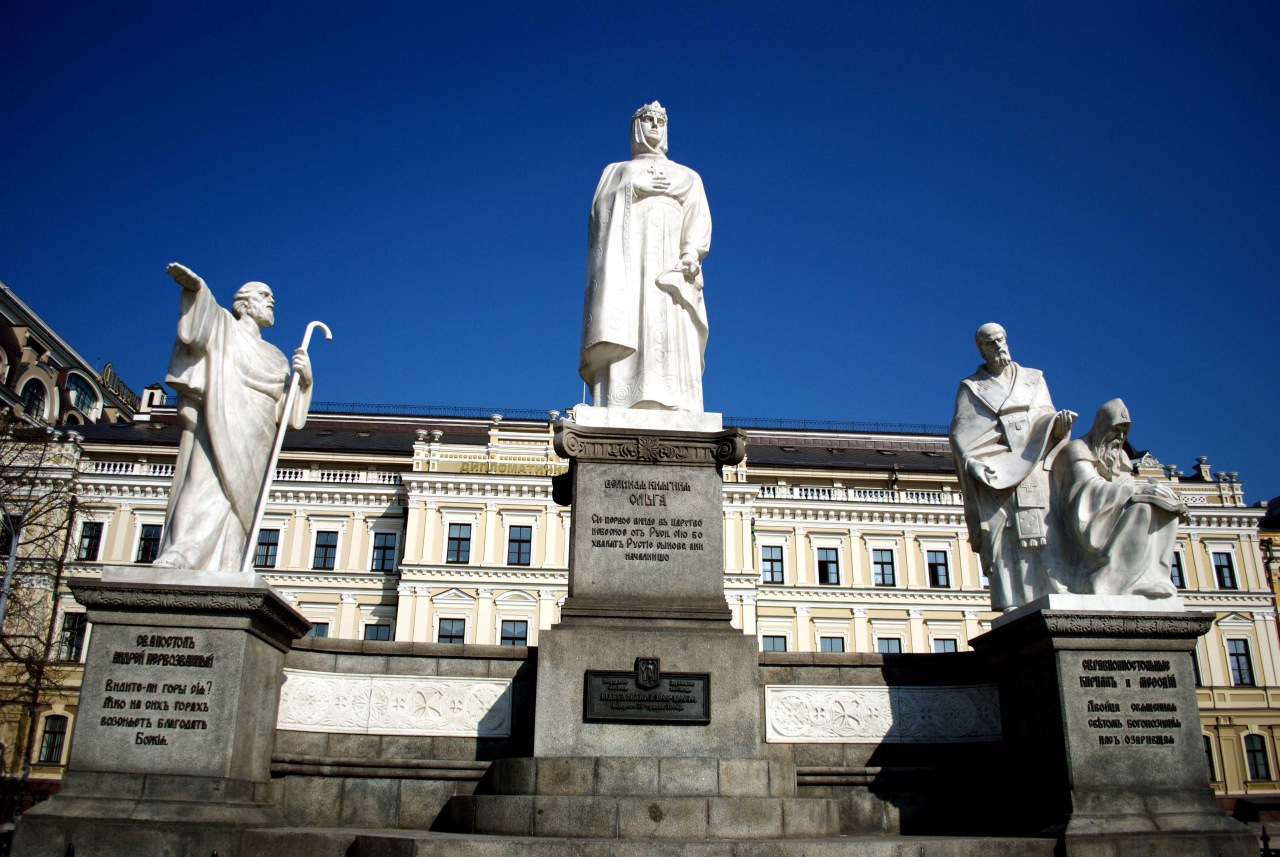
Denkmal der Fürstin Olga auf dem Michaelplatz in Kiew
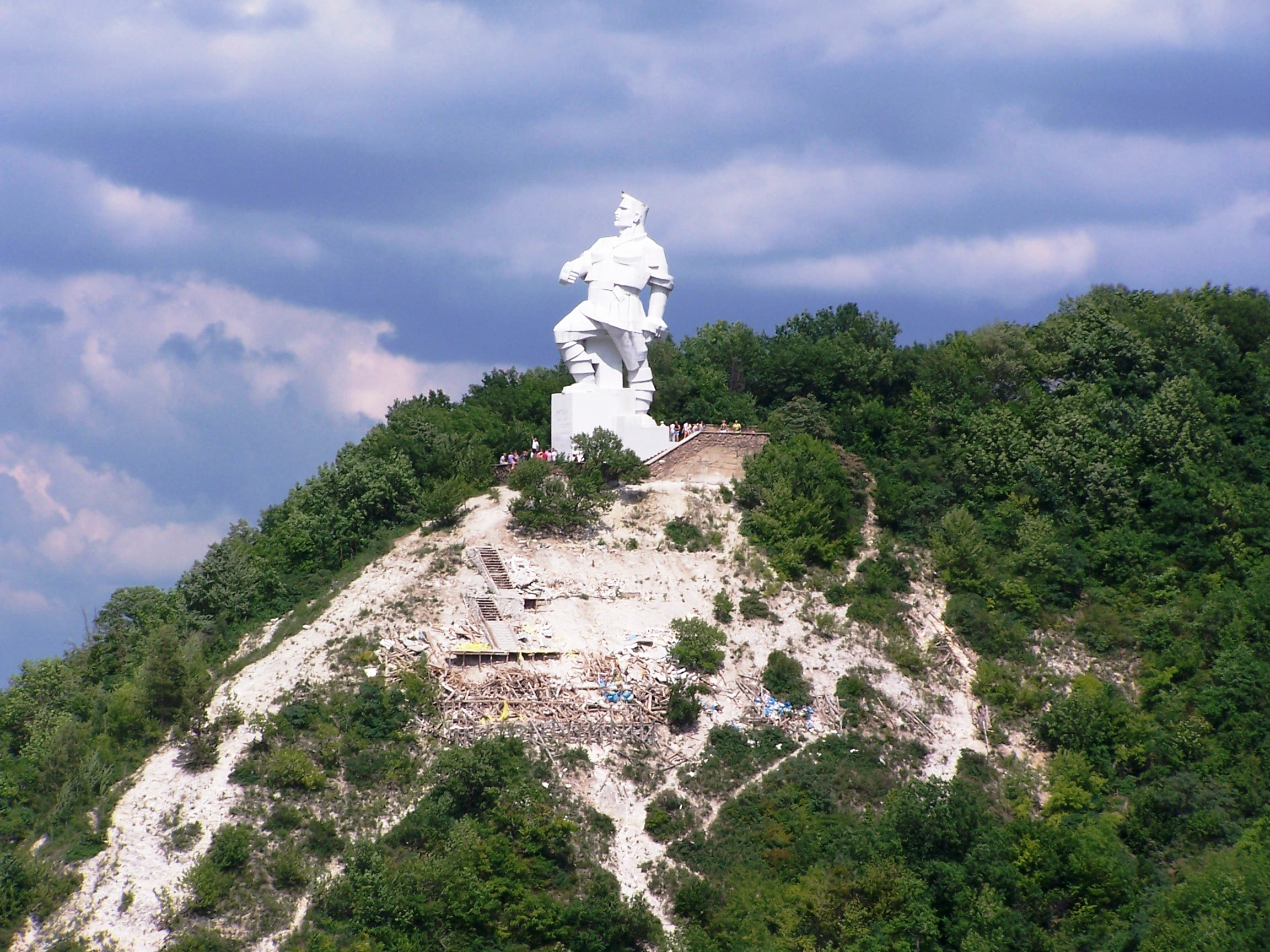
Denkmal für Artjom bei Swjatohirsk

### Filmografie
Direktor
- 1961 Gulyashchaya
- 1960 Grigoriy Skovoroda
- 1939 Stozhary
- 1937 Zaporozhets za Dunayem
- 1936 Prometey
- 1936 Natalka Poltavka (als I. Kavaleridze)

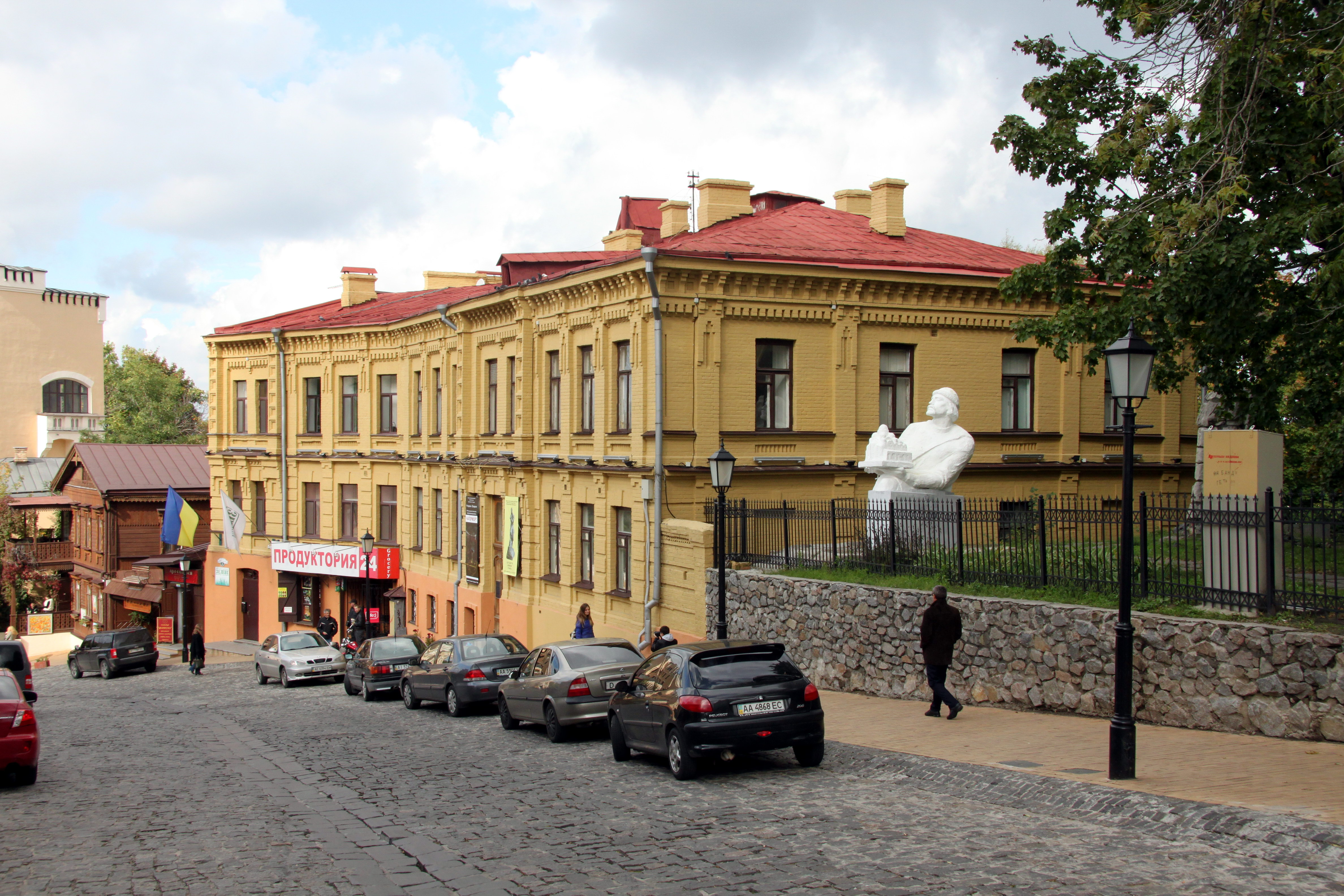
Museumswerkstatt von Iwan Kawaleridse auf dem Andreassteig in Kiew

- 1934 Koliivshchina [1767–1768]
- 1931 Shturmovye nochi
- 1929 Perekop

Drehbuchautor
- 1960 Grigoriy Skovoroda
- 1937 Zaporozhets za Dunayem
- 1936 Prometey
- 1934 Koliivshchina [1767–1768]
- 1931 Shturmovye nochi

Produzent
- 1936 Natalka Poltavka
- 1934 Koliivshchina [1767–1768]

Produktion Designer
- 1915 Voyna i mir
- 1912 Ukhod velikogo startsa

Quelle:

## Ehrungen
- 1968 Volkskünstler der Ukrainischen SSR
- Orden des Roten Sterns[4]
- 1987 wurden in seinem Geburtsort Nowopetriwka und 1989 in der Stadt Sumy Gedenkmuseen an ihn und sein Werk gegründet.[5]
- 1991 wurde in Kiew auf dem Andreassteig ein nach ihm benanntes Museum eröffnet.[5]